# Arisaka Nariakira

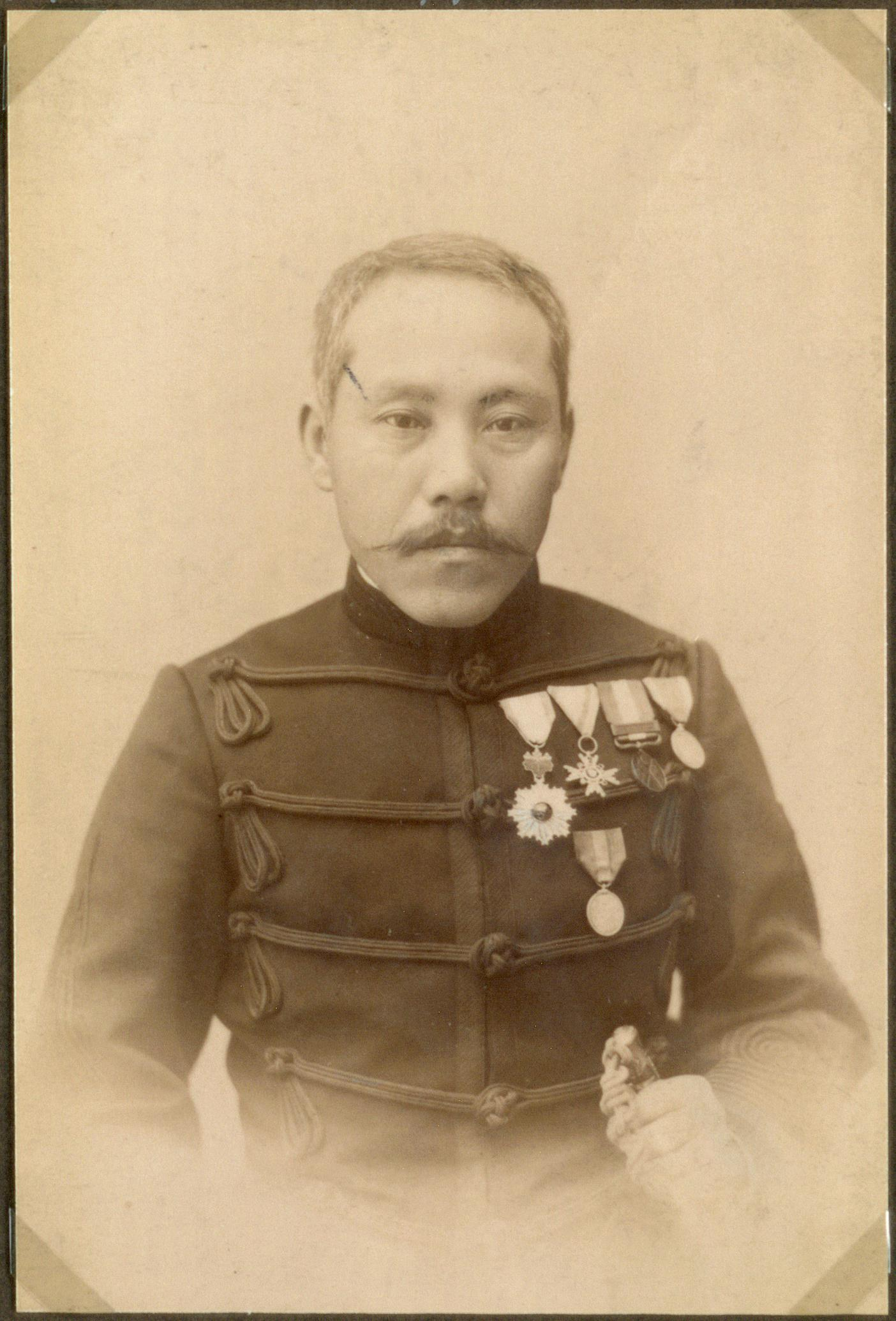
Arisaka Nariakira

Baron Arisaka Nariakira (jap. 有坂 成章; * 5. April 1852 in Iwakuni; † 12. Januar 1915 in Tokio) war ein Generalleutnant der Kaiserlich Japanischen Armee und Erfinder des Arisaka-Gewehrs. Er gilt als einer der führenden Waffenkonstrukteure der japanischen Geschichte.

## Leben
Arisaka wurde als vierter Sohn einer Samurai-Familie, die zum Chōshū-han gehörte, geboren. Im Alter von elf Jahren wurde er vom Feuerwaffenschmied Arisaka Nagayoshi adoptiert, dessen Familiennamen er übernahm. Nach der Meiji-Restauration schrieb er sich in die neu gegründete Kaiserlich Japanische Armee ein. 1891 erregte er die Aufmerksamkeit von General Murata Tsuneyoshis, dem Konstrukteur des Murata-Gewehrs, des japanischen Standardgewehrs dieser Zeit. Dieser verschaffte ihm einen Posten im Tokio-Arsenal, wo Arisaka sich erstmals der Weiterentwicklung bereits vorhandener Waffen widmen konnte.
1897 präsentierte er das Typ 30-Gewehr, eine Weiterentwicklung des Murata-Gewehrs, welches bald das neue japanische Standardgewehr wurde. 1898 stellte er das 75-mm-Gebirgsgeschütz Typ 31 bzw. 75-mm-Feldgeschütz Typ 31 vor, welches vor allem während des späteren Russisch-Japanischen Krieges eingesetzt wurde. Mit dieser Leistung erwarb Arisaka sich einen Ruf als Konstrukteur hervorragender Artilleriegeschütze. Beide Waffen waren bald überholt. Das Typ 30-Gewehr hatte bald den Ruf, nicht genug Durchschlagskraft zu besitzen, während das Typ-31-Geschütz unter mangelnder Präzision und einem zu starken Rückstoß litt.
1903 wurde Arisaka Chef der technischen Abteilung des Heeres. Dort überwachte er die Weiterentwicklung älterer Waffenmodelle, darunter auch seines Typ 30-Gewehrs. Chefdesigner seiner Abteilung war Hauptmann Nambu Kijirō. Das Ergebnis der Forschungen war das Typ-38-Gewehr, auch als Arisaka-Gewehr bekannt, welches noch während des Russisch-Japanischen Kriegs von 1904 bis 1905 zum Einsatz kam. Obwohl sein Kaliber bald als zu klein galt, war das Arisaka-Gewehr aufgrund seiner Unempfindlichkeit bei der Truppe sehr beliebt. Das Typ-38-Gewehr und seine diversen Weiterentwicklungen blieben in der japanischen Armee bis zum Ende des Zweiten Weltkriegs im Einsatz.
Während des Russisch-Japanischen Krieges arbeitete Arisaka weiter an verschiedenen Varianten und Weiterentwicklungen seiner Gewehre und auf Anfrage des Oberbefehlshabers des Kaiserlichen Generalstabs, Yamagata Aritomo, widmete er sich auch großkalibrigen Belagerungswaffen und Festungsgeschützen. 1906 wurde Arisaka für seine Verdienste zum Generalleutnant befördert und er erhielt den Orden vom Goldenen Weih 2. Klasse. 1907 wurde er geadelt und erhielt den Titel eines Danshaku (Baron). 1910 erhielt er den Orden des Heiligen Schatzes 1. Klasse.
Arisaka Nariakira starb am 12. Januar 1915 und wurde auf dem Yanaka-Friedhof in Tokio beigesetzt.